# 全国柔整鍼灸協同組合
全国柔整鍼灸協同組合（ぜんこくじゅうせいしんきゅうきょうどうくみあい　略称：全柔協）は、柔道整復師・鍼灸師・あん摩マッサージ指圧師の業権擁護拡大や整（接）骨院・鍼灸マッサージ院の保険請求業務代行を行う事業協同組合である。
岸野雅方会長。現在、全国5カ所（福島・東京・大阪・広島・福岡）に事務所を置く。

## 沿革
- 1982年 - 全国柔整師協会設立
- 1994年 - 全国柔整師協会の組織的発展に伴い、日本で初めて柔道整復業と鍼灸業界が融和した法人格として「全国柔整鍼灸協同組合」が厚生省（現・厚生労働省）より認可される。

## 所在地
- 全国柔整鍼灸協同組合 東北事務所： 〒963-8001 福島県郡山市大町一丁目14番3号
- 全国柔整鍼灸協同組合 東京事務所： 〒140-0002 東京都品川区東品川2-3-12　シーフォートスクエアセンタービルディング16F
- 全国柔整鍼灸協同組合 大阪事務所： 〒530-8556 大阪市北区曽根崎二丁目2番1号　全柔協会館（梅新21ビル）
- 全国柔整鍼灸協同組合 広島事務所： 〒732-0052 広島市東区光町二丁目8番2-101号
- 全国柔整鍼灸協同組合 福岡事務所： 〒812-0008 福岡市博多区東光二丁目5番11号